# Embrace (Armin van Buuren)
Embrace è il sesto album del DJ trance olandese Armin van Buuren, pubblicato il 29 ottobre 2015 da Armada Music.

## Il disco
Nel suo programma radiofonico "A State of Trance " riguardante il nuovo album Armin van Buuren ha dichiarato: "Sono giunto ad un altro titolo che consiste in una sola parola: "Embrace"! L'idea era quella di sposare diversi strumenti e suoni ed incorporarli nel mio sound. Mi auguro che i miei fan possano abbracciare questo nuovo capitolo della mia vita. Mi è piaciuto molto lavorare con Anton per la copertina dell'album. È a dir poco un onore e sono davvero felice di aver ottenuto un risultato simile".

## Tracce
1. Embrace (feat. Eric Vloeimans) – 7:36
2. Another You (feat. Mr. Probz) – 3:10
3. Strong Ones (feat. Cimo Fränkel) – 3:08
4. Make It Right (feat. Angel Taylor) – 5:41
5. Face of Summer (feat. Sarah Decourcy) – 6:38
6. Heading Up High (feat. Kensington) – 3:52
7. Gotta Be Love (feat. Lyrica Anderson) – 6:41
8. Hands to Heaven (feat. Rock Mafia) – 6:00
9. Caught in the Slipstream (feat. BullySongs) – 5:07
10. Embargo (with Cosmic Gate) – 5:19
11. Freefall (feat. BullySongs) – 3:19
12. Indestructible (feat. DBX) – 3:16
13. Old Skool – 3:56
14. Off the Hook (with Hardwell) – 5:44
15. Looking for Your Name (feat. Gavin DeGraw) – 4:53